# San Marcos (departement)
San Marcos is een departement van Guatemala, gelegen in het westen van het land aan de Grote Oceaan. De hoofdstad van het departement is de gelijknamige stad San Marcos.
Het departement bestrijkt een oppervlakte van 3791 km² en heeft 1.032.277 inwoners (2018).

## Gemeenten
Het departement is ingedeeld in dertig gemeenten:
- Ayutla
- Catarina
- Comitancillo
- Concepción Tutuapa
- El Quetzal
- El Tumbador
- Esquipulas Palo Gordo
- Ixchiguán
- La Blanca
- La Reforma
- Malacatán
- Nuevo Progreso
- Ocós
- Pajapita
- Río Blanco
- San Antonio Sacatepéquez
- San Cristóbal Cucho
- San José El Rodeo
- San José Ojetenam
- San Lorenzo
- San Marcos
- San Miguel Ixtahuacán
- San Pablo
- San Pedro Sacatepéquez
- San Rafael Pie de La Cuesta
- Sibinal
- Sipacapa
- Tacaná
- Tajumulco
- Tejutla

Alta Verapaz · Baja Verapaz · Chimaltenango · Chiquimula · El Progreso · Escuintla · Guatemala · Huehuetenango · Izabal · Jalapa · Jutiapa · Petén · Quetzaltenango · Quiché · Retalhuleu · Sacatepéquez · San Marcos · Santa Rosa · Sololá · Suchitepéquez · Totonicapán · Zacapa